# 나체즈-비데일리아브리지

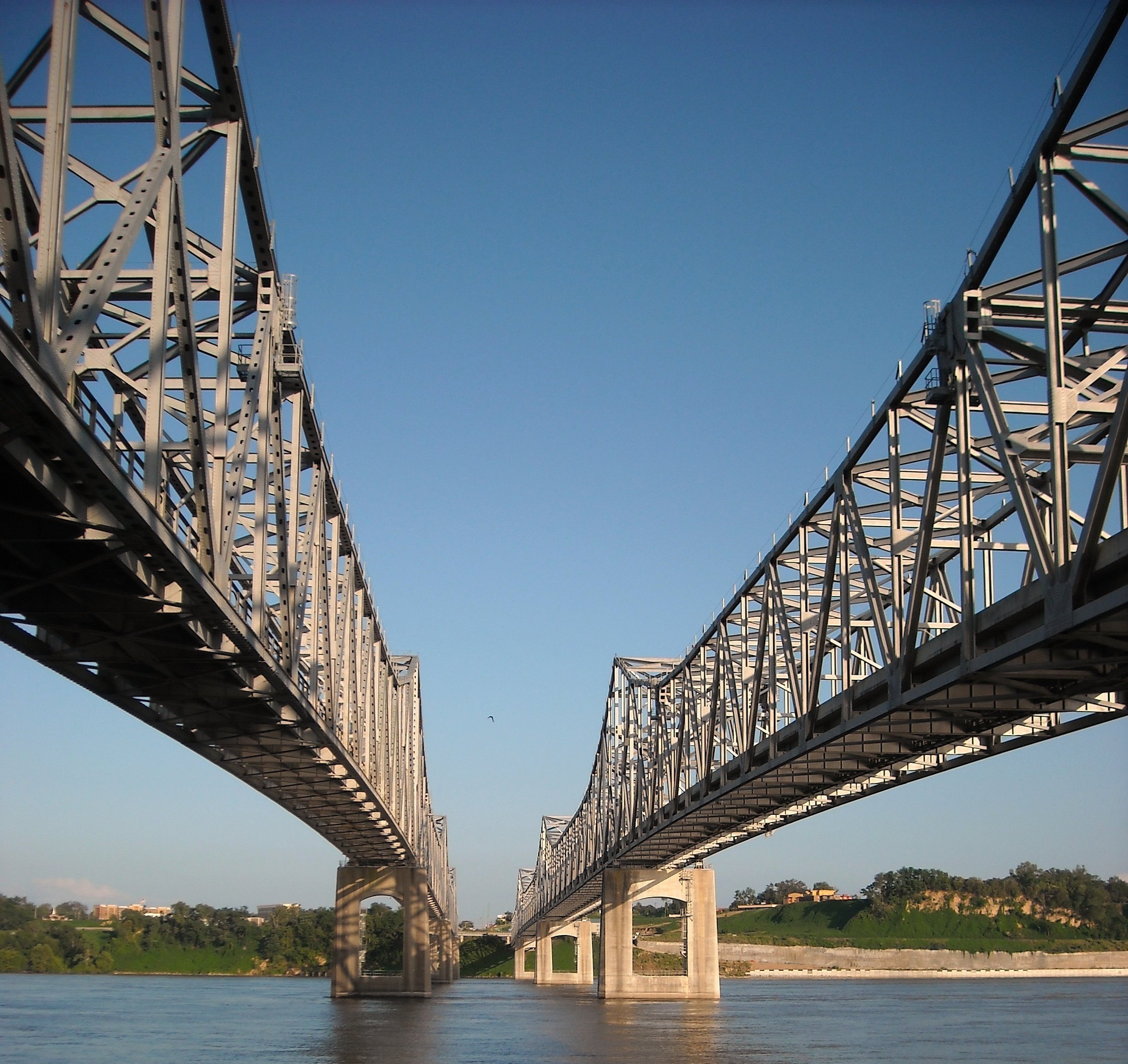

나체즈-비데일리아브리지(Natchez–Vidalia Bridge)는 루이지애나주 비데일리아와 미시시피주 나체즈 사이의 미시시피강을 경유하여 국도 제84호선과 국도 제425호선을 잇는 교량이다. 미시시피주에서 가장 높은 다리이다.(미시시피주를 아칸소주와 연결하던, 과거에 철거된 벤저민지험프리스브리지가 5피트 더 높긴 함)
공공사업진흥국이 건설하였으며 1940년 10월 완공되었다.